# Wełyki Junaczky (przystanek kolejowy)
Wełyki Junaczky (ukr. Великі Юначки) – przystanek kolejowy pomiędzy miejscowościami Mali Junaczky i Wełyki Junaczky, w rejonie chmielnickim, w obwodzie chmielnickim, na Ukrainie. Położony jest na linii Szepetówka – Starokonstantynów.